# كلاوديو تافاريس
كلاوديو تافاريس (بالبرتغالية: Cláudio Mello Tavares‏) هو مجدف برازيلي، ولد في 5 فبراير 1964.

## وصلات خارجية
- كلاوديو تافاريس على موقع الاتحاد الدولي للتجديف (الإنجليزية)
- كلاوديو تافاريس على موقع اللجنة الأولمبية الدولية (الإنجليزية)
- كلاوديو تافاريس على موقع أوليمبيديا (الإنجليزية)